# Spanische Hockeynationalmannschaft der Herren
Die spanische Hockeynationalmannschaft der Herren repräsentiert die Real Federation Española de Hockey (RFEH) auf internationaler Ebene, zum Beispiel bei der Hockey-Weltmeisterschaft, der Champions Trophy oder den Olympischen Sommerspielen. Das Team gehört in den letzten Jahren zu den besten Mannschaften der Welt. 
Aktuell (Juli 2025) steht die Nationalmannschaft in der Weltrangliste auf dem Feld auf Rang 4 und in der Halle auf Rang 19.

## Erfolge

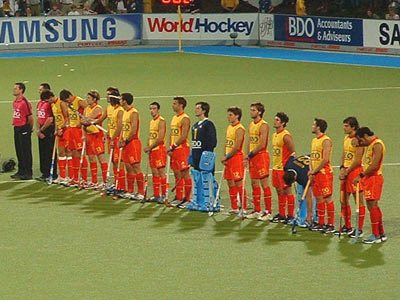
Das spanische Herren-Team vor dem WM-Halbfinale 2006 gegen Deutschland.

### Olympische Spiele
- Bronze 1960 – Rom, Italien
- Silber 1980 – Moskau, UdSSR
- Silber 1996 – Atlanta, USA
- Silber 2008 – Peking, China

### Feldhockey-Weltmeisterschaft
- 2. Platz 1971 – Barcelona, Spanien
- 2. Platz 1998 – Utrecht, Niederlande
- 3. Platz 2006 – Mönchengladbach, Deutschland

### Champions Trophy
- 3. Platz 1997 – Adelaide, Australien
- 1. Platz 2004 – Lahore, Pakistan
- 3. Platz 2005 – Chennai, Indien
- 3. Platz 2006 – Terrassa, Spanien
- 2. Platz 2008 – Rotterdam, Niederlande
- 2. Platz 2011 – Auckland, Neuseeland

### Feldhockey-Europameisterschaft
- 3. Platz 1970 – Brüssel, Belgien
- 1. Platz 1974 – Madrid, Spanien
- 2. Platz 2003 – Barcelona, Spanien
- 1. Platz 2005 – Leipzig, Deutschland
- 2. Platz 2007 – Manchester, Großbritannien
- 2. Platz 2019 – Antwerpen, Belgien
- 3. Platz 2025 – Mönchengladbach, Deutschland

### Hallenhockey-Weltmeisterschaft
- 3. Platz 2007 – Wien, Österreich

### Hallenhockey-Europameisterschaft
- 2. Platz 2001 – Luzern, Schweiz
- 2. Platz 2003 – Santander, Spanien
- 3. Platz 2006 – Eindhoven, Niederlande